# Bpost Bank Trofee 2012-2013
Il Bpost Bank Trofee 2012-2013, ventiseiesima edizione della corsa ciclistica, si svolse tra il 1º novembre 2011 e il 19 febbraio 2012.

## Uomini Elite

### Risultati
| # | Data        | Città             | Evento                        | Vincitore       | Leader della Cl. mondiale |
| - | ----------- | ----------------- | ----------------------------- | --------------- | ------------------------- |
| 1 | 14 ottobre  | Ronse-Kluisbergen | Grote Prijs Mario De Clercq   | Niels Albert    | Kevin Pauwels             |
| 1 | 1º novembre | Oudenaarde        | Koppenbergcross               | Sven Nys        | Niels Albert              |
| 3 | 17 novembre | Hasselt           | Grote Prijs van Hasselt       | Sven Nys        | Niels Albert              |
| 4 | 22 dicembre | Essen             | Grote Prijs Rouwmoer          | Jan Denuwelaere | Niels Albert              |
| 5 | 28 dicembre | Loenhout          | Azencross                     | Niels Albert    | Niels Albert              |
| 6 | 1º gennaio  | Baal              | Grote Prijs Sven Nys          | Kevin Pauwels   | Niels Albert              |
| 7 | 9 febbraio  | Lille             | Krawatencross                 | Niels Albert    | Niels Albert              |
| 8 | 24 febbraio | Oostmalle         | Internationale Sluitingsprijs | Niels Albert    | Niels Albert              |

### Classifica generale
| Pos. | Corridore           | Tempo    |
| ---- | ------------------- | -------- |
| 1    | Niels Albert        | 7h49'53" |
| 2    | Klaas Vantornout    | a 7'53"  |
| 3    | Kevin Pauwels       | a 10'42" |
| 4    | Rob Peeters         | a 10'54" |
| 5    | Bart Wellens        | a 12'48" |
| 6    | Sven Nys            | a 12'56" |
| 7    | Thijs van Amerongen | a 14'37" |
| 8    | Bart Aernouts       | a 16'43" |
| 9    | Jan Denuwelaere     | a 20'42" |
| 10   | Philipp Walsleben   | a 20'50" |

## Donne Elite

### Risultati
| # | Data        | Città      | Evento                        | Vincitore     | Leader della Cl. mondiale |
| - | ----------- | ---------- | ----------------------------- | ------------- | ------------------------- |
| 1 | 1º novembre | Oudenaarde | Koppenbergcross               | Helen Wyman   | Helen Wyman               |
| 2 | 22 dicembre | Essen      | Grote Prijs Rouwmoer          | Sanne Cant    | Helen Wyman               |
| 3 | 28 dicembre | Loenhout   | Azencross                     | Sanne Cant    | Sanne Cant                |
| 4 | 1º gennaio  | Baal       | Grote Prijs Sven Nys          | Kateřina Nash | Sanne Cant                |
| 5 | 9 febbraio  | Lille      | Krawatencross                 | Marianne Vos  | Sanne Cant                |
| 6 | 24 febbraio | Oostmalle  | Internationale Sluitingsprijs | Sanne Cant    | Sanne Cant                |

### Classifica generale
| Pos. | Corridore              | Punti |
| ---- | ---------------------- | ----- |
| 1    | Sanne Cant             | 135   |
| 2    | Helen Wyman            | 113   |
| 3    | Ellen Van Loy          | 88    |
| 4    | Nikki Harris           | 85    |
| 5    | Kateřina Nash          | 59    |
| 6    | Reza Hormes-Ravenstijn | 57    |
| 7    | Githa Michiels         | 53    |
| 8    | Pavla Havlíková        | 50    |
| 9    | Gabriella Day          | 44    |
| 10   | Joyce Vanderbeken      | 44    |

## Uomini Under-23

### Risultati
| # | Data        | Città             | Evento                        | Vincitore              | Leader della Cl. mondiale |
| - | ----------- | ----------------- | ----------------------------- | ---------------------- | ------------------------- |
| 1 | 14 ottobre  | Ronse-Kluisbergen | Grote Prijs Mario De Clercq   | Michael Vanthourenhout | Michael Vanthourenhout    |
| 2 | 1º novembre | Oudenaarde        | Koppenbergcross               | Michael Vanthourenhout | Michael Vanthourenhout    |
| 3 | 22 dicembre | Essen             | Grote Prijs Rouwmoer          | Corné van Kessel       | Corné van Kessel          |
| 4 | 28 dicembre | Loenhout          | Azencross                     | Corné van Kessel       | Corné van Kessel          |
| 5 | 1º gennaio  | Baal              | Grote Prijs Sven Nys          | Wietse Bosmans         | Corné van Kessel          |
| 6 | 9 febbraio  | Lille             | Krawatencross                 | Tim Merlier            | Corné van Kessel          |
| 7 | 24 febbraio | Oostmalle         | Internationale Sluitingsprijs | Wout Van Aert          | Wietse Bosmans            |

### Classifica generale
| Pos. | Corridore              | Punti |
| ---- | ---------------------- | ----- |
| 1    | Wietse Bosmans         | 127   |
| 2    | Corné van Kessel       | 124   |
| 3    | Michael Vanthourenhout | 120   |
| 4    | Gianni Vermeersch      | 102   |
| 5    | Laurens Sweeck         | 100   |
| 6    | Tim Merlier            | 100   |
| 7    | Jens Adams             | 87    |
| 8    | Wout Van Aert          | 85    |
| 9    | Diether Sweeck         | 75    |
| 10   | Toon Aerts             | 72    |

## Uomini Juniors

### Risultati
| # | Data        | Città             | Evento                        | Vincitore            |
| - | ----------- | ----------------- | ----------------------------- | -------------------- |
| 1 | 14 ottobre  | Ronse-Kluisbergen | Grote Prijs Mario De Clercq   | Mathieu van der Poel |
| 2 | 1º novembre | Oudenaarde        | Koppenbergcross               | Mathieu van der Poel |
| 3 | 1º gennaio  | Baal              | Grote Prijs Sven Nys          | Mathieu van der Poel |
| 4 | 24 febbraio | Oostmalle         | Internationale Sluitingsprijs | Mathieu van der Poel |